# Овчинников, Юрий Васильевич
Юрий Васильевич Овчинников — советский и российский актёр театра и кино, театральный педагог. Заслуженный артист России (1999).

## Биография
Родился 28 февраля 1957 года в Воронеже. С ранних лет посещал театральный кружок, впервые вышел на сцену в Детском театре имени Павлика Морозова, который находился при Дворце пионеров. В 1978 году окончил театральный факультет Воронежского государственного института искусств (курс В. В. Тополаги). После окончания института был принят в труппу Воронежского государственного театра юного зрителя, который покинул в 2016 году. С 2006 года является актером Воронежского Камерного театра.
В 2015 году начал преподавать актерское мастерство на курсе М. В. Бычкова в Воронежском государственном институте искусств. С 2018 года является мастером курса.

## Личная жизнь
Женат, имеет детей и внуков.

## Творчество

### Роли в театре

#### Воронежский Камерный театр[2]
- 2007 — «Гедда Габлер» по одноимённой пьесе Г. Ибсена (режиссер — Михаил Бычков) — Асессор Бракк
- 2009 — «Электра и Орест» по трагедиям Еврипида (режиссер — Михаил Бычков) — Эгисф, Фригиец
- 2011 — «Дураки на периферии» по одноименной пьесе А. П. Платонова (режиссер — Михаил Бычков) — Иван Павлович Башмаков
- 2012 — «Доходное место» по одноименной пьесе А. Н. Островского (режиссер — Михаил Бычков) — Аристарх Владимирович Вышневский
- 2013 — «14 красных избушек» по одноименной пьесе А. П. Платонова (режиссер — Михаил Бычков) — Филипп Вершков
- 2013 — «Игроки» по одноименной пьесе Н. В. Гоголя (режиссер — Михаил Бычков) — полковник Кругель
- 2014 — «День города» (спектакль-вербатим) (режиссер — Михаил Бычков) — житель города
- 2015 — «Метод Грёнхольма» по одноимённой пьесе Ж. Гальсерана (режиссер — Георгий Цхвирава) — Энрике Фонт
- 2016 — «Дядя Ваня» по одноименной пьесе А. П. Чехова (режиссер — Михаил Бычков) — Серебряков Александр Владимирович, отставной профессор
- 2017 — «Каренин» по пьесе В. Сигарева «Алексей Каренин» (режиссер — Руслан Маликов) — Алексей Каренин
- 2017 — «Гроза» по одноименной пьесе А. Н. Островского (режиссер — Михаил Бычков) — Савел Прокофьевич Дикой
- 2018 — «Свадьба Кречинского» по трилогии А. В. Сухово-Кобылина (режиссер — Владимир Данай) — Муромский
- 2019 — «Кабала святош» по одноименной пьесе М. А. Булгакова (режиссер — Михаил Бычков) — Маркиз де Шаррон
- 2020 — «Привидения» по одноименной пьесе Г. Ибсена (режиссер — Михаил Бычков) — пастор Мандерс
- 2020 — «Безумный день» по трилогии П. Бомарше (режиссер — Надя Кубайлат) — Бартоло
- 2021 — «Иранская конференция» по одноименной пьесе И. Вырыпаева (режиссер — Михаил Бычков) — Оливер Ларсен

### Фильмография
- 2011 — «Мужская женская игра» — Семёнов

## Награды
- 1999 — Почётное звание «Заслуженный артист Российской Федерации» — за заслуги в области искусства.
- 2022 — Орден Дружбы (5 сентября 2022 года) — за большой вклад в развитие отечественной культуры и искусства, многолетнюю плодотворную деятельность[5].